# Arthroleptis stenodactylus
Arthroleptis stenodactylus és una espècie de granota que viu a Angola, Botswana, República Democràtica del Congo, Kenya, Malawi, Moçambic, Sud-àfrica, Tanzània, Zàmbia, Zimbàbue i, possiblement també, a Uganda.